# Nikolaus av Oldenburg

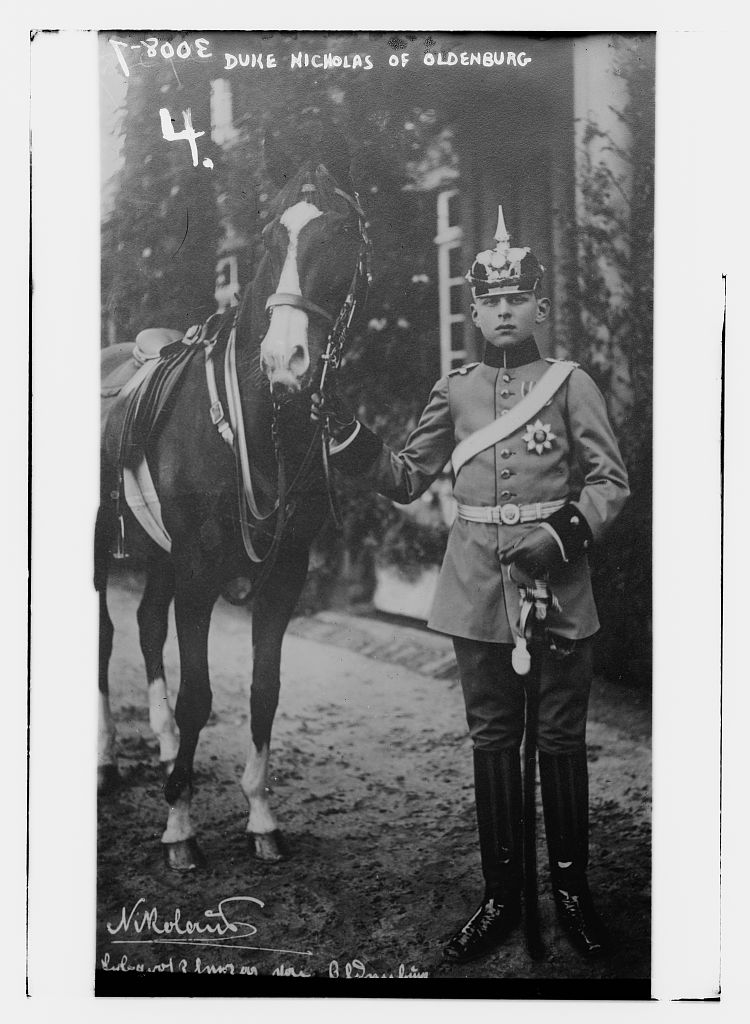
Nikolaus av Oldenburg som ung prins cirka 1910–1915.

Nikolaus av Oldenburg Nikolaus Friedrich Wilhelm, född den 10 augusti 1897 i Oldenburg, död den 3 april 1970 i Rastede, var arvstorhertig av Oldenburg. Han var son till Fredrik August II av Oldenburg och dennes andra gemål, Elisabeth av Mecklenburg-Schwerin (1869–1955).
Gift första gången 1921 med Helene av Waldeck och Pyrmont (1899–1948) och ingick ett andra äktenskap 1950 med Anne-Marie von Schutzbar genannt Milchling (1903–1991).

## Barn
- Anton Günther av Oldenburg (1923–2014) ; gift 1951 med Amelie zu Löwenstein-Wertheim-Freudenberg (1923–)
- Rixa (1924– dog efter fall från häst 1939)
- Peter (1926–); gift 1951 med sin brors svägerska, Gertrud zu Löwenstein-Wertheim-Freudenberg (1926–)
- Eilika (1928–); gift 1950 med furst Emich av Leiningen (1926–1991)
- Egilmar (1934–)
- Friedrich August (1936–); gift 1:o 1965 med Marie-Cecile av Preussen (1942–), dotter till Louis Ferdinand av Preussen (skilda 1989) ; gift 2:o 1991 med Donata zu Castell-Rüdenhausen (1950–)
- Altburg (1938–); gift 1967 med Rüdiger von Erffa (1936–)
- Huno (1940–); gift 1970 med Felicitas-Anita Schwerin von Krosigk (1941–)
- Johann Friedrich (1940–); gift 1971 med Ilka zu Ortenburg (1942–)